# Parablennius gattorugine
Parablennius gattorugine е вид бодлоперка от семейство Blenniidae. Видът не е застрашен от изчезване.

## Разпространение и местообитание
Разпространен е в Албания, Алжир, България, Гибралтар, Грузия, Гърция, Египет, Израел, Испания, Италия, Кипър, Либия, Ливан, Малта, Мароко, Монако, Португалия, Румъния, Русия, Сирия, Словения, Тунис, Турция, Украйна, Франция, Хърватия и Черна гора.
Обитава крайбрежията на морета и рифове. Среща се на дълбочина от 3 до 135 m, при температура на водата от 9,1 до 16,3 °C и соленост 35 – 38 ‰.

## Описание
На дължина достигат до 30 cm.
Продължителността им на живот е около 5 години. Популацията на вида е стабилна.